# Etnografski muzej na otvorenom
'Muzej na otvorenom'  poseban je oblik muzeja, koji se nazivaja primjerice i etnopark ili ekomuzej.

## Razvoj muzeja
Prvi takav muzej osnovan je godine 1891. kad je Artur Hazelius preselio na poluotok Djurgarden u Stockholmu u nekoliko drvenih kuća u južnoj Švedskoj i stvorio muzej naselja, koje je dobilo ime ime prema mjesnom imenu Skansen. 
Ideja o izgradnji muzeja na otvorenom brzo se je iz Švedske proširila u Skandinaviji, a kasnije i na drugim područjima europe i drugim djelovima Svijeta.
Već u prvoj polovici 20. stoljeća u Europi, otvoreno je sljedeći broj takvih muzeja; Norveška 27, Švedska 24, Finska 32, Slovačka 12, Danska 7, Njemačka 2. Nakon Drugog svjetskog rata muzeji takve vrste za otvaranje i drugdje u Europi.
Osobito popularni su u sjevernoj Americi. Uz puno zakašnjenja i truda sada se otvaraju i diljem Hrvatske. 